# Erland Svenungsson
Arne Albert Erland Svenungsson, född den 2 juni 1944 i Grinneröds församling, Uddevalla, är en svensk författare, präst i Svenska kyrkan och psykoterapeut. I över 20 år var han föreståndare för Lilleskogs själavårdsinstitut utanför Alingsås.

## Biografi
Svenungsson är son till riksdagsmannen Arne Svenungsson. Han växte upp på gården Quatroneröd i Stenungsund och gick i skola i Ljungskile. Han bor i Göteborg och är präst, psykoterapeut, skribent och föreläsare. I över 20 år var han föreståndare för Lilleskogs själavårdsinstitut i Alingsås.
Svenungsson debuterade på 1981 med diktsamlingen Vid stranden. Därefter följde romaner och texter inom psykoterapi och själavård. 2019 utkom en självbiografi, Orkidébarn. Boken beskrivs som vemodig och ömsint, och beskriver en uppväxt med högkänslighet, panikångest och mobbning, men också tro och kärlek.

### Familj
Svenungsson är gift med Lise Lottie Therese Svenungsson. Han är bror till prosten och hovpredikanten Sven-Arne Svenungsson och farbror till journalisten Magnus Svenungsson.